# Angraecum stolzii
Angraecum stolzii är en orkidéart som beskrevs av Rudolf Schlechter. Angraecum stolzii ingår i släktet Angraecum och familjen orkidéer. Inga underarter finns listade i Catalogue of Life.